# آرثر ميتكالف (موظف مدني)
آرثر ميتكالف (بالإنجليزية: Arthur Metcalfe)‏ هو موظف مدني أسترالي، ولد في 26 يونيو 1895 في نيوكاسل في أستراليا، وتوفي في 24 مارس 1971.